# Aromantik

Flagge für Aromantik

Aromantik (Adjektiv aromantisch, kurz aro) ist eine romantische Orientierung, die durch wenig oder keine romantische Anziehung zu anderen und/oder ein nicht vorhandenes Interesse an romantischen Beziehungen gekennzeichnet ist.
Das aromantische Spektrum (kurz Arospec oder Aspec) umfasst neben Personen ohne romantische Anziehung auch solche, die wenig beziehungsweise selten romantische Anziehung empfinden (Grauromantik/Grau-Aromantik). Menschen, die nicht auf diesem Spektrum liegen, können als „alloromantisch“ bezeichnet werden. Die aus dem Englischen übernommene Abkürzung „Aspec“ wird auch zusammenfassend für das aromantische und asexuelle Spektrum sowie gegebenenfalls weitere Spektren wie das aplatonische Spektrum verwendet.
Zu unterscheiden ist Aromantik von der sexuellen Orientierung eines Menschen. Aromantiker können sexuelle Anziehung zu anderen verspüren oder asexuell sein (siehe Split Attraction Model). Des Weiteren kann Grauromantik zusammen mit anderen romantischen Orientierungen auftreten, wie etwa Hetero-, Homo- oder Biromantik.
Aromantische Menschen können, müssen aber nicht romantische und andere Beziehungen führen oder sie sich wünschen sowie weitere Arten der Anziehung (wie z. B. platonische oder ästhetische Anziehung) und Liebe empfinden.

## Identitäten und Begriffe
Unter Aromantik beziehungsweise das aromantische Spektrum fällt eine Vielzahl von Erfahrungen und Identitäten, die sich nicht gegenseitig ausschließen müssen. Dazu gehören unter anderem:
- Demiromantik: Für demiromantische Menschen erfordert romantische Anziehung das Vorhandensein einer tiefen emotionalen Bindung, sie verlieben sich also nicht in Fremde oder Personen, zu denen sie keine enge Beziehung haben.[12]
- Aroflux: Für Personen, die sich als aroflux identifizieren, variiert die Intensität ihrer romantischen Anziehung mit der Zeit, schwankt also zwischen A-, Grau- und Alloromantik.[13]
- Cupioromantik: Hierbei wünscht sich eine Person eine romantische Beziehung, auch wenn sie selbst keine romantische Anziehung verspürt.[14]
- Apothiromantik: Als „apothiromantisch“, „romance-repulsed“ oder „romance-averse“ (englisch für „von Romantik abgestoßen“ bzw. „Romantik abgeneigt“) bezeichnen sich Personen, die Romantik oder bestimmte romantische Handlungen persönlich als abstoßend empfinden.[15] Nicht alle Aromantiker sind apothiromantisch, einige sind romantischen Handlungen zugeneigt („romance-favourable“) oder ihnen gegenüber gleichgültig („romance-indifferent“).[16]
- Lovelessness: „Loveless“ dient als Selbstbezeichnung für Personen, die weder romantische noch sonstige Formen der Liebe empfinden, sich vom Konzept der Liebe abgetrennt fühlen oder die Idee, Liebe zu empfinden, ablehnen.[17]
- Oriented/Angled Aroace: Dieser Begriff (englisch für „orientierte(r)/abgewinkelte(r) aromantische(r) Asexuelle(r)“) bezeichnet eine aromantische und asexuelle Person, die eine oder mehrere tertiäre Anziehungen empfindet, welche für ihre Identität von Bedeutung sind.[18]

 Weitere für aromantische Menschen relevante Begriffe sind zum Beispiel:
- Split Attraction Model (SAM): Das SAM (englisch für „Modell der geteilten Anziehung“) wurde von der asexuellen Community entwickelt und sagt aus, dass sexuelle und romantische Anziehung verschieden sind und unabhängig voneinander erlebt werden können.[19]
- tertiäre Anziehungen: Dies sind Arten der Anziehung, die nicht romantisch oder sexuell sind.[20] Beispiele für tertiäre Anziehungsarten sind:
  - Platonische Anziehung ist das Verlangen, mit einer Person eine Freundschaft oder eine andere meist nicht romantische oder sexuelle Beziehung einzugehen.[21]
    - Ein Squish ist das platonische Äquivalent eines Crushes, also eine starke platonische Anziehung zu einer Person.[22][23]
    - Aplatonische Menschen empfinden keine oder wenig platonische Anziehung und/oder haben wenig bis kein Interesse an Freundschaften.[24] Aplatonik existiert genau wie Aromantik auf einem Spektrum. Nicht alle aplatonischen Menschen haben oder wünschen sich keine Freunde.[25]

  - Alteröse Anziehung ist weder vollständig romantisch noch platonisch, sondern liegt zwischen den beiden.[26]
  - Ästhetische Anziehung basiert auf der körperlichen Schönheit einer Person.[26]
  - Sensuelle Anziehung ist das Verlangen nach physischer, aber nicht sexueller Intimität mit einer Person, zum Beispiel in Form von Umarmungen oder Kuscheln.[20]
- Queerplatonische Beziehung (QPR): Eine QPR (von englisch queerplatonic relationship) ist eine enge Beziehung, die außerhalb der traditionellen Normen von Romantik und Freundschaft liegt. Auch alloromantische Menschen können solche Beziehungen eingehen.[27]

## Arophobie, Amatonormativität und Unsichtbarkeit
Abneigung und Vorurteile gegen Aromantik werden analog zu Homophobie als Arophobie oder Aphobie bezeichnet, wobei sich Letzteres auch auf Asexualität beziehen kann. Alternative Begriffe wie Arofeindlichkeit und Aromisie werden manchmal verwendet, um klarzumachen, dass es sich nicht um eine medizinische Phobie handelt.
Zu den Vorurteilen, mit denen aromantische Menschen ähnlich wie Asexuelle konfrontiert sind, zählen beispielsweise die Annahmen, sie wären gefühlskalt, hätten Bindungsängste oder hätten nur noch nicht die „richtige Person“ getroffen. Je nach aromantischer Identität können die Vorurteile variieren, beispielsweise werden nicht asexuelle Aromantiker dafür stigmatisiert, dass sie Sexualpartner, aber keine romantische Beziehung suchen.
Viele dieser Vorurteile hängen mit Amatonormativität zusammen, einem Begriff, der von der US-amerikanischen Philosophin Elizabeth Brake in Anlehnung an Heteronormativität geprägt wurde und die „weit verbreitete Annahme, dass es allen Menschen in einer exklusiven, romantischen, langfristigen Paarbeziehung besser geht und dass alle eine solche Beziehung anstreben“ beschreibt. Auf ähnliche Weise wird der Begriff „Allonormativität“ verwendet, der sich auf Romantik und/oder Sexualität beziehen kann und die Erwartung beschreibt, alle Menschen seien alloromantisch beziehungsweise allosexuell. Diese zeigt sich beispielsweise in der Ansicht, Romantik mache eine Person menschlich oder gebe ihrem Leben einen Sinn.
Dass Aromantik in der Gesamtgesellschaft, aber auch in der LGBTQ-Gemeinschaft vielen Menschen kein Begriff ist, führt zur weiteren Stigmatisierung dieser Orientierung. Das liegt unter anderem daran, dass Aromantik oft weder in Schulen erwähnt wird noch in Medien repräsentiert ist, weshalb selbst viele Menschen auf dem aromantischen Spektrum nicht von dessen Existenz wissen, die teilweise sogar gänzlich verleugnet wird. Diese Umstände erschweren nicht nur die Selbstfindung, sondern auch das Coming-out, da eine aromantische Person, die jemandem von ihrer Identität erzählen möchte, erwarten muss, dass dem Gegenüber diese Orientierung nicht bekannt ist.
Auch im psychotherapeutischen Bereich ist Aromantik wenig bekannt und wird mitunter pathologisiert, z. B. durch die fälschliche Zurückführung auf Persönlichkeitsstörungen oder Traumata. Im Vereinigten Königreich, wo es bisher (Stand Februar 2024) kein generelles Verbot von Konversionstherapie gibt, waren einer Studie zufolge 35 % der asexuellen und aromantischen Befragten schon einmal solchen Therapieversuchen ausgesetzt, ein höherer Anteil als bei Homo- und Bisexuellen. Im Aro Census 2020, einer Online-Umfrage unter Menschen auf dem aromantischen Spektrum, berichteten 48 % von Versuchen oder Vorschlägen, sie zu „reparieren“ oder zu „heilen“ und 13 % von Schwierigkeiten mit dem Zugang zu psychischer Gesundheitsfürsorge oder fehlender Akzeptanz durch Fachkräfte auf diesem Gebiet. Mit 82 % war die häufigste Diskriminierungserfahrung, nicht ernst genommen, ignoriert oder abgewiesen zu werden.
Oft werden Aromantiker zusammen mit Asexuellen aus der LGBTQ-Gemeinschaft ausgeschlossen, was zu Gefühlen der Isolation und Diskriminierung von zwei Seiten (sowohl von heteronormativen als auch von queeren Personenkreisen) führen und negative Auswirkungen auf die psychische Gesundheit der Betroffenen haben kann. Die Fehlauffassung, das A in „LGBTQIA+“ stehe nicht für „aromantisch“, „asexuell“ und „agender“, sondern für „ally“, also „Verbündete(r)“, sorgte in der Vergangenheit für Kritik.